# Pat Finnerhan
Patrick Finnerhan, né le 1er mars 1872 à Northwich et mort en 1941, est un ancien footballeur professionnel anglais, qui évolue au poste d'attaquant pour Northwich Victoria, Manchester City, Liverpool et Bristol City.

## Biographie
Finnerhan signe à Northwich en 1891. Northwich perd son statut de club de Football League en 1894, ce qui pousse Finnerhan à rejoindre Manchester City. Il fait ses débuts avec le club de Manchester lors du match d'ouverture de la saison 1894-95 de Second Division qui se solde par une défaite 4-2 face à Bury. Il marque son premier but avec City le 8 septembre 1894 contre Burslem Port Vale. Il joue l'ensemble des matchs du club lors de cette saison et termine meilleur buteur du club avec 15 buts. En octobre 1894, Manchester City signe l'ancien coéquipier de Finnerhan à Northwich, Billy Meredith.
En mars 1987, après 89 matchs avec Manchester City, Finnerhan est transféré à Liverpool. Il joue huit matchs avec Liverpool, et marque un but contre le club de Wolverhampton Wanderers. Il rejoint ensuite Bristol City et la Southern League.